# IRB Junior World Rugby Trophy 2013
Die IRB Junior World Rugby Trophy 2013 war die sechste Ausgabe des gleichnamigen Wettbewerbs in der Sportart Rugby Union, der als Qualifikation zur Juniorenweltmeisterschaft dient. Die Veranstaltung fand vom 28. Mai bis zum 9. Juni 2013 in Chile statt. Den Wettbewerb entschied erstmals Italien für sich.
Unmittelbar danach fand in Frankreich die Juniorenweltmeisterschaft 2013 für höher eingestufte Mannschaften statt.

## Austragungsorte
Sämtliche Spiele wurden an folgenden Orten in der Región de La Araucanía ausgetragen.
- Estadio Germán Becker in Temuco
- Estadio Municipal de Freire in Freire
- Estadio Municipal de Pitrufquén in Pitrufquén
- Universidad de La Frontera in Temuco

## Teilnehmer
Acht Mannschaften nahmen am Turnier teil. Automatisch qualifiziert waren Gastgeber Chile und Italien, der Letztplatzierte der Juniorenweltmeisterschaft 2012. Weitere sechs Länder qualifizierten sich über kontinentale Meisterschaften in Afrika, Asien, Europa, Nordamerika, Ozeanien und Südamerika.
| Land     | Qualifiziert als            |
| -------- | --------------------------- |
| Chile    | Gastgeber                   |
| Italien  | Absteiger JWM 2012          |
| Japan    | Junioren-Asienmeister       |
| Kanada   | Junioren-Nordamerikameister |
| Namibia  | Junioren-Afrikameister      |
| Portugal | Junioren-Europameister      |
| Tonga    | Junioren-Ozeanienmeister    |
| Uruguay  | Junioren-Südamerikameister  |

## Vorrunde
Modus:
- 4 Punkte bei einem Sieg
- 2 Punkte bei einem Unentschieden
- 1 Bonuspunkt für vier oder mehr Versuche, unabhängig vom Endstand
- 1 Bonuspunkt bei einer Niederlage mit sieben oder weniger Spielpunkten Unterschied

### Gruppe A
|    | Land     | Spiele | Siege | Unent. | Ndlg. | Spiel- punkte | Diff. | Bonus- punkte | Tabellen- punkte |
| -- | -------- | ------ | ----- | ------ | ----- | ------------- | ----- | ------------- | ---------------- |
| 1. | Italien  | 3      | 3     | 0      | 0     | 144:26        | + 118 | 3             | 15               |
| 2. | Chile    | 3      | 2     | 0      | 1     | 47:77         | − 30  | 0             | 8                |
| 3. | Portugal | 3      | 1     | 0      | 2     | 45:96         | − 51  | 0             | 4                |
| 4. | Namibia  | 3      | 0     | 0      | 3     | 45:82         | − 37  | 1             | 1                |

| 28. Mai 2013 13:00 CLST | Italien | 33 : 7 | Namibia | Estadio Municipal de Freire, Freire |
| 28. Mai 2013 13:00 CLST |         |        |         | Estadio Municipal de Freire, Freire |

| 28. Mai 2013 18:00 CLST | Chile | 18 : 6 | Portugal | Estadio Germán Becker, Temuco |
| 28. Mai 2013 18:00 CLST |       |        |          | Estadio Germán Becker, Temuco |

| 1. Juni 2013 13:00 CLST | Portugal | 26 : 17 | Namibia | Universidad de La Frontera, Temuco |
| 1. Juni 2013 13:00 CLST |          |         |         | Universidad de La Frontera, Temuco |

| 1. Juni 2013 18:00 CLST | Chile | 6 : 50 | Italien | Estadio Germán Becker, Temuco |
| 1. Juni 2013 18:00 CLST |       |        |         | Estadio Germán Becker, Temuco |

| 5. Juni 2013 11:00 CLST | Italien | 59 : 13 | Portugal | Estadio Municipal de Freire, Freire |
| 5. Juni 2013 11:00 CLST |         |         |          | Estadio Municipal de Freire, Freire |

| 5. Juni 2013 13:00 CLST | Chile | 23 : 21 | Namibia | Estadio Municipal de Freire, Freire |
| 5. Juni 2013 13:00 CLST |       |         |         | Estadio Municipal de Freire, Freire |

### Gruppe B
|    | Land    | Spiele | Siege | Unent. | Ndlg. | Spiel- punkte | Diff. | Bonus- punkte | Tabellen- punkte |
| -- | ------- | ------ | ----- | ------ | ----- | ------------- | ----- | ------------- | ---------------- |
| 1. | Kanada  | 3      | 3     | 0      | 0     | 99:36         | + 63  | 2             | 14               |
| 2. | Japan   | 3      | 2     | 0      | 1     | 98:81         | + 17  | 2             | 10               |
| 3. | Tonga   | 3      | 1     | 0      | 2     | 63:87         | − 24  | 2             | 6                |
| 4. | Uruguay | 3      | 0     | 0      | 3     | 55:111        | − 56  | 0             | 0                |

| 28. Mai 2013 11:00 CLST | Japan | 40 : 20 | Uruguay | Estadio Municipal de Freire, Freire |
| 28. Mai 2013 11:00 CLST |       |         |         | Estadio Municipal de Freire, Freire |

| 28. Mai 2013 16:00 CLST | Tonga | 6 : 24 | Kanada | Estadio Germán Becker, Temuco |
| 28. Mai 2013 16:00 CLST |       |        |        | Estadio Germán Becker, Temuco |

| 1. Juni 2013 11:00 CLST | Japan | 15 : 39 | Kanada | Universidad de la Frontera, Temuco |
| 1. Juni 2013 11:00 CLST |       |         |        | Universidad de la Frontera, Temuco |

| 1. Juni 2013 16:00 CLST | Tonga | 35 : 20 | Uruguay | Estadio Germán Becker, Temuco |
| 1. Juni 2013 16:00 CLST |       |         |         | Estadio Germán Becker, Temuco |

| 5. Juni 2013 11:00 CLST | Kanada | 36 : 15 | Uruguay | Estadio Municipal de Pitrufquén, Pitrufquén |
| 5. Juni 2013 11:00 CLST |        |         |         | Estadio Municipal de Pitrufquén, Pitrufquén |

| 5. Juni 2013 13:00 CLST | Japan | 43 : 22 | Tonga | Estadio Municipal de Pitrufquén, Pitrufquén |
| 5. Juni 2013 13:00 CLST |       |         |       | Estadio Municipal de Pitrufquén, Pitrufquén |

## Finalrunde

### Spiel um Platz 7
| 9. Juni 2013 11:00 CLST | Namibia | 29 : 40 | Uruguay | Estadio Germán Becker, Temuco |
| 9. Juni 2013 11:00 CLST |         |         |         | Estadio Germán Becker, Temuco |

### Spiel um Platz 5
| 9. Juni 2013 13:00 CLST | Portugal | 7 : 27 | Tonga | Estadio Germán Becker, Temuco |
| 9. Juni 2013 13:00 CLST |          |        |       | Estadio Germán Becker, Temuco |

### Spiel um Platz 3
| 9. Juni 2013 15:00 CLST | Chile | 38 : 35 | Japan | Estadio Germán Becker, Temuco |
| 9. Juni 2013 15:00 CLST |       |         |       | Estadio Germán Becker, Temuco |

### Finale
| 9. Juni 2013 17:00 CLST | Italien | 45 : 23 | Kanada | Estadio Germán Becker, Temuco |
| 9. Juni 2013 17:00 CLST |         |         |        | Estadio Germán Becker, Temuco |

## Schlussplatzierungen
| Platz | Land     |
| ----- | -------- |
| 01    | Italien  |
| 02    | Kanada   |
| 03    | Chile    |
| 04    | Japan    |
| 05    | Tonga    |
| 06    | Portugal |
| 07    | Uruguay  |
| 08    | Namibia  |

Italien gewann das Turnier und nahm 2014 an der Juniorenweltmeisterschaft teil.